# ریو هوا یونگ
ریو هوا یونگ (به کره‌ای: 류화영) (زادهٔ ۲۲ آوریل ۱۹۹۳) که بیشتر با نام هوایونگ (به کره‌ای: 화영) شناخته می شود خواننده، بازیگر اهل کره جنوبی است. او عضو گروه تی-آرا بود، که چند سال بعد از دبیو بقیه اعضا در تی ارا به انها پیوست اما پس از مدتی گروه و کمپانی را ترک کرد ...
دلیل جدایی او منتشر نشد اما بر اساس شایعات و شواهد گفته میشود که به دلیل اختلافِ اعضا با هوایونگ مجبور به جدایی و ترک گروه شده است.
هوایونگ در سریال پدرم عجیبه محصول ۲۰۱۷ ایفای نقش کرده است و هم اکنون نیز به حرفه بازیگری پرداخته است.